# James Parrott
James Gibbons Parrott, född den 2 augusti 1897 i Baltimore, död den 10 maj 1939 i Los Angeles, var en amerikansk skådespelare, filmregissör och manusförfattare kanske mest känd för sitt arbete tillsammans med komikerduon Helan och Halvan (Stan Laurel och Oliver Hardy). Han regisserade bland annat Pianoexpressen från 1932 som vann en Oscar för bästa komiska kortfilm.

## Biografi
James Parrott var yngre bror till skådespelaren, regissören och manusförfattaren Charley Chase (Charles Joseph Parrott).
Parrot led under flera års tid av drog- och alkoholproblem och avled den 10 maj 1939 i hjärtattack. Brodern hävdade dock att Parrott tog livet av sig.

## Filmografi (i urval)
- 1918 – Just Rambling Along (som skådespelare)
- 1918 – Do You Love Your Wife? (som skådespelare)
- 1927 – Now I'll Tell One (som regissör)
- 1928 – Toffelhjältar på vift (som regissör)
- 1928 – Trötta miljonärer (som regissör)
- 1928 – Habeas Corpus (som regissör och manusförfattare)
- 1929 – Helan och Halvan på straffarbete (som regissör)
- 1930 – Polisen ordnar allt (som regissör)
- 1930 – Festprissar (som regissör)
- 1930 – Helan och Halvan i Familjeidyll (som regissör)
- 1930 – Helan och Halvan som gatans trubadurer (som regissör)
- 1930 – Uppåt väggarna (som regissör)
- 1930 – Arvingar sökes (som regissör)
- 1930 – Helan och Halvan i Villa Villervallan (som regissör)
- 1931 – In igen och ut igen! (som regissör och skådespelare)
- 1932 – Ungkarlshippa (som regissör)
- 1932 – Apkonster och kärlek (som regissör)
- 1932 – Pianoexpressen (som regissör)
- 1932 – Vänligt bemötande (som regissör)
- 1933 – Helan och Halvan som svågrar (som regissör)
- 1937 – Vi reser västerut (som manusförfattare)
- 1938 – Glada tyrolare (som manusförfattare)[6]